# Golf Centrum Noordwijk

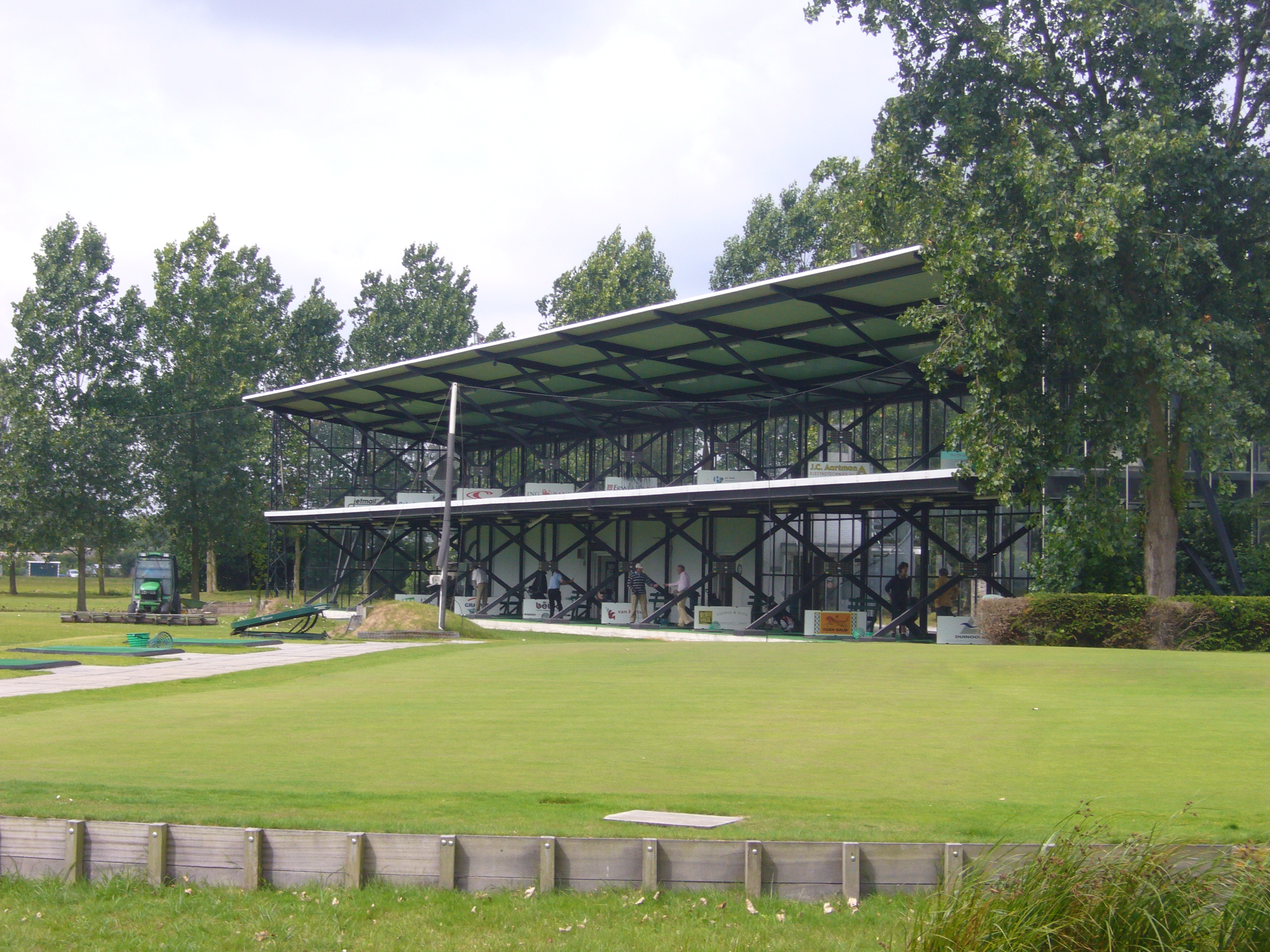
De drivingrange

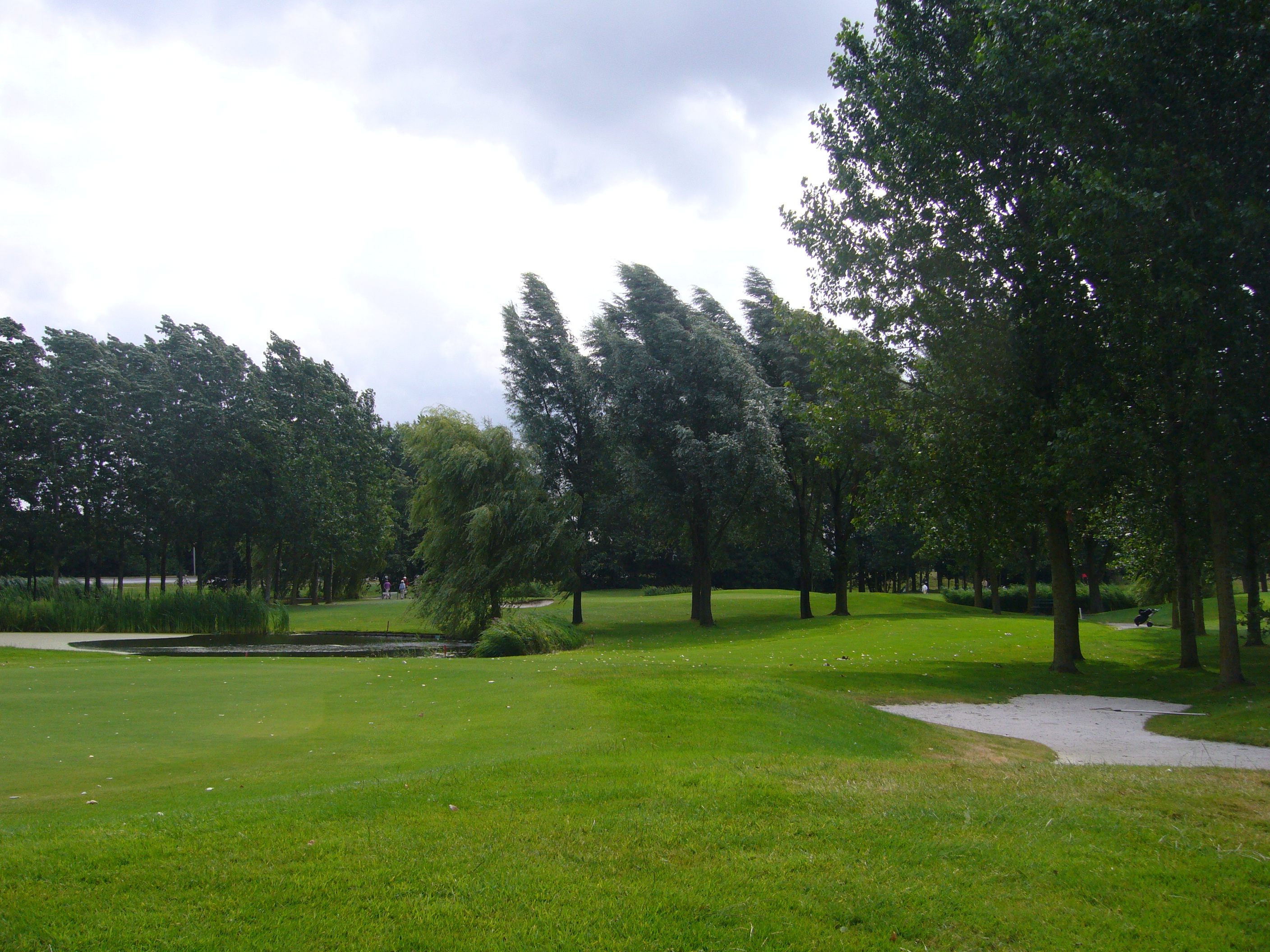
De baan

Het Golf Centrum Noordwijk (GCR) is het een na oudste golfoefencentrum in Nederland.
Het centrum begon in 1992 met een drivingrange, waar mensen die geen lid waren van de Noordwijkse Golfclub met de golfsport konden kennismaken. later is ook een 9 holes par3 baan, ontworpen door Alan Rijks, aangelegd.